# Neurothemis fulvia
Espèce
Statut de conservation UICN

 LC  : Préoccupation mineure
Neurothemis fulvia est une espèce asiatique de libellules de la famille des Libellulidae (sous-ordre des Anisoptères, ordre des Odonates). Elle est assez commune dans la péninsule malaise et en Asie du Sud-Est.

## Répartition
Cette libellule se rencontre au Bangladesh, au Bhoutan, en Birmanie, au Cambodge, en Chine, à Hong Kong, en Inde, en Indonésie, au Laos, en Malaisie, au Népal, à Taïwan, en Thaïlande et au Viêt Nam.

## Description
- Libellule de taille moyenne.
- Mâle de couleur brun rouge avec une tache brune sur le bord de l'extrémité transparente des ailes, dans le prolongement du pterostigma, ce qui le différentie de Neurothemis fluctuans dont l'extrémité des ailes est entièrement transparent. De plus, la tache transparente de l'aile postérieure de Neurothemis fulvia s'arrête au dernier quart alors qu'elle revient le long de la dernière nervure sur la moitié de l'aile postérieure chez Neurothemis fluctuans.
- Femelle de couleur brun-jaunâtre.

## Systématique
Le nom valide complet (avec auteur) de ce taxon est Neurothemis fulvia (Drury, 1773).
L'espèce a été initialement classée dans le genre Libellula sous le protonyme Libellula fulvia Drury, 1773.
Neurothemis fulvia a pour synonymes :
- Libellula apicalis Guérin-Méneville, 1830
- Libellula fulvia Drury, 1773
- Libellula sophronia Drury, 1773
- Neurothemis apicalis (Guérin, 1830)
- Neurothemis sophronia  ubsp. sumatrana Krüger, 1903
- Neurothemis sophronia (Drury, 1773)
- Neurothemis sumatrana Krueger, 1903
- Polyneura sophronia Rambur, 1842